# Abraham Cooper

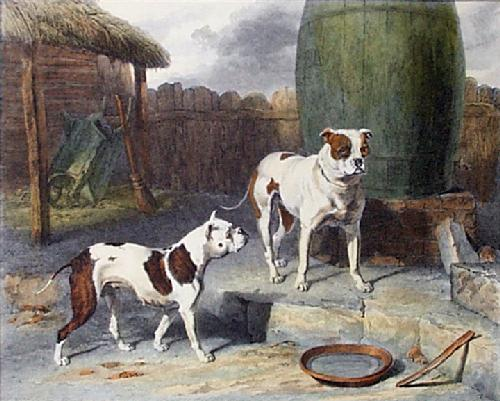
Crib and Rosa, 1817.

Abraham Cooper (1787-1868), pintor de animales y batallas inglés, hijo de un tabaquero, nació en Londres.
A la edad de trece años se convirtió en empleado en Astley's Amphitheatre, y después fue un mozo de caballos al servicio de Sir Henry Meux. Cuando tenía veintidós, deseando poseer un retrato de su caballo favorito que tenía bajo su cuidado, compró un manual sobre pintura, aprendió algunas cosas sobre el uso de colores al óleo, e hizo la pintura de la imagen en un lienzo colgado en la pared del establo. Su amo lo compró y lo motivó a continuar con sus esfuerzos. Por consiguiente comenzó a copiar grabados de caballos, y fue presentado a Benjamin Marshall, el pintor de animales, quien lo llevó a su estudio, y quien parece que lo inmiscuyó con la revista Sporting Magazine, un periódico ilustrado en el que el mismo era contribuidor.
En 1814 exhibió su Tam o'shater, y en 1816 ganó un premio por su Battle of Ligny. En 1817 exhibió su Battle of Marston Moor y se convirtió en asociado de la Academia, y en 1820 fue elegido como Académico. Cooper aunque con poca educación, fue lo suficientemente inteligente y consciente como artista; su uso de los colores fue un poco plano y sin vida, pero fue un maestri en los retratos equinos y en su anatomía, teniendo además conocimientos de anticuario. Tenía un especial interés en retratos de caballeros y de Parlamentaristas